# Tatár Gabriella
Tatár Gabriella névvariáns: Tatár Gabi (Kazincbarcika, 1967. augusztus 14. –) magyar színésznő.

## Életpályája
Színi tanulmányokat folytatott 1986-ig a Nemzeti Színház stúdiójában, és szerepelt a Várszínház előadásain is. Színésznőként pályáját a Madách Színházban kezdte. 1990-től az egri Gárdonyi Géza Színház társulatának tagja volt. 1998-ban életre hívta a Pinceszínház Eger Művészeti Közhasznú Egyesületet, itt az egri Pinceszínház művészeti vezetője és színművésze. 2008-tól szabadúszó színésznő. Az egri Érsekkerti Nyári Játékok alapítója. 2019-ben Pro-Agria díjat kapott.

## Fontosabb színházi szerepei
- Carlo Goldoni: Mirandolina... Mirandolina
- Molière: Tartuffe... Flipote
- Lev Nyikolajevics Tolsztoj: Anna Karenina... Betsy
- Frank Wedekind: A tavasz ébredése... Márta
- Tennessee Williams: A vágy villamosa... Ápolónő
- August Strindberg: Júlia kisasszony... Kristin, szakácsnő
- Georges Feydeau: Bolha a fülbe... Eugénie
- Maurice Maeterlinck: A kék madár... A Fény
- Carlo Gozzi: Turandot... Zelma
- Gabriel García Márquez: Száz év magány... Visitacion
- Tennessee Williams: A tetovált rózsa... Miss Yorke
- Peter Shaffer: Equus... Ápolónő
- Arnold Wesker: A konyha... Daphne
- Nell Dune: Gőzben... Jane
- Ray Cooney – John Chapman: Kölcsönlakás... Miss Wilkinson
- Marc Camoletti: Boeing, Boeing – Leszállás Párizsban... Janet
- Yukio Mishima: Sade márkiné... Anne-Prospére
- Csokonai Vitéz Mihály: Az özvegy Karnyóné s két szeleburdiak... Tündér
- Mikszáth Kálmán: Szent Péter esernyője... Srankóné, úrihölgy
- Molnár Ferenc: Liliom... Marika
- Molnár Ferenc: Az üvegcipő... Viola
- Molnár Ferenc: Az ördög... Selyem Cinka
- Bródy Sándor: A medikus... Borcsa
- Heltai Jenő: A Tündérlaki lányok... Manci
- Móricz Zsigmond: Légy jó mindhalálig... Ilonka kisasszony
- Barta Lajos: Szerelem... Lujza
- Németh László: Görgey (Az áruló)... Moroné
- Márai Sándor: Kaland... Asszisztensnő
- Gádor Béla: Othello Gyulaházán... Mókuci, a titkár
- Bacsó Péter: Te rongyos élet... Kenéz Tilda
- Békés Pál: Dezsavű... szereplő
- Vajda Katalin: Anconai szerelmesek... Viktória
- Nagy András: A csábító naplója... Cordelia
- Szalkay András: Pikkó hertzeg és Jutka Perzsi... Jutka Perzsi, Gömbötz leánya
- Ébert Tibor: Bartók... Parasztasszony, Tündér, Elza
- Hervé: Nebáncsvirág... Marianne
- Huszka Jenő: Mária főhadnagy... Panni
- Huszka Jenő: Lili bárónő... Anna, szobalány
- Kálmán Imre: Csárdáskirálynő... Klementin grófnő
- Eisemann Mihály – Békeffi István: Egy csók és más semmi... Manci
- Eisemann Mihály – Somogyi Gyula – Zágon István: Fekete Péter... Mme Bouchon
- Ábrahám Pál – Harmath Imre – Szilágyi László – Kellér Dezső: 3:1 a szerelem javára... Taussig
- Ödön von Horváth: Mesél a bécsi erdő... Első néni
- Ödön von Horváth: Don Juan megjön a háborúból... A nő
- Schönthan testvérek – Kellér Dezső – Szenes Iván: A szabin nők elrablása... Etelka
- Joseph Stein – Jerry Bock – Sheldon Harnick: Hegedűs a háztetőn... Sandel; Cejtel nagymama
- Boldizsár Miklós – Bródy János – Szörényi Levente: István, a király... Enikő
- Tolcsvay László – Müller Péter – Müller Péter Sziámi: Isten pénze... Fanny; Belinda

## Filmek, TV
- Ismeretlen ismerős (1989)